# Pelzmützentransport
Pelzmützentransport war im Lagerjargon die Bezeichnung für Deportationen von Häftlingen aus Speziallagern der sowjetischen Besatzungsmacht. Aus der sowjetisch besetzten Zone kamen mit diesen Transporten ab Januar 1947 etwa 25.000 bis 30.000 Menschen in  die Lager des Gulag.
Beispielsweise brachte man am 8. Februar 1947 etwa 1000 Häftlinge des Speziallagers des NKWD Nr. 1 Mühlberg/Elbe zur – eigentlich für Internierte verbotenen – Zwangsarbeit nach Sibirien ins Lager 7503/11 Anschero-Sudschensk und 1086 Häftlinge vom Speziallager Nr. 2 Buchenwald nach Karaganda (Lager 7099). Diese beiden Transporte in Güterwagen dauerten bei starker Kälte 33 bzw. 42 Tage. Wegen dieser extremen Bedingungen wurden die Gefangenen mit Wattebekleidung und Pelzmützen der deutschen Wehrmacht ausgerüstet (deshalb die Bezeichnung Pelzmützentransport).  Die ersten Gefangenen kehrten 1949 und 1950 zurück, während die letzten Inhaftierten 1952 freikamen. 122 Häftlinge des Transports aus Mühlberg starben während der Lagerzeit in Sibirien.